# Comuna de Sędziszów
Sędziszów (polaco: Gmina Sędziszów) é uma gminy (comuna) na Polónia, na voivodia de Santa Cruz e no condado de Jędrzejowski. A sede do condado é a cidade de Sędziszów.
De acordo com os censos de 2004, a comuna tem 13 228 habitantes, com uma densidade 90,8 hab/km².

## Área
Estende-se por uma área de 145,71 km², incluindo:
- área agricola: 76%
- área florestal: 15%

## Demografia
Dados de 30 de Junho 2004:
De acordo com dados de 2005, o rendimento médio per capita ascendia a 1507,45 zł.

## Comunas vizinhas
- Jędrzejów, Kozłów, Nagłowice, Słupia, Wodzisław, Żarnowiec